# AGM-114 Hellfire

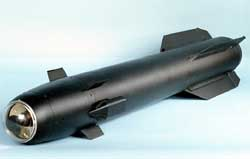
AGM-114A Hellfire

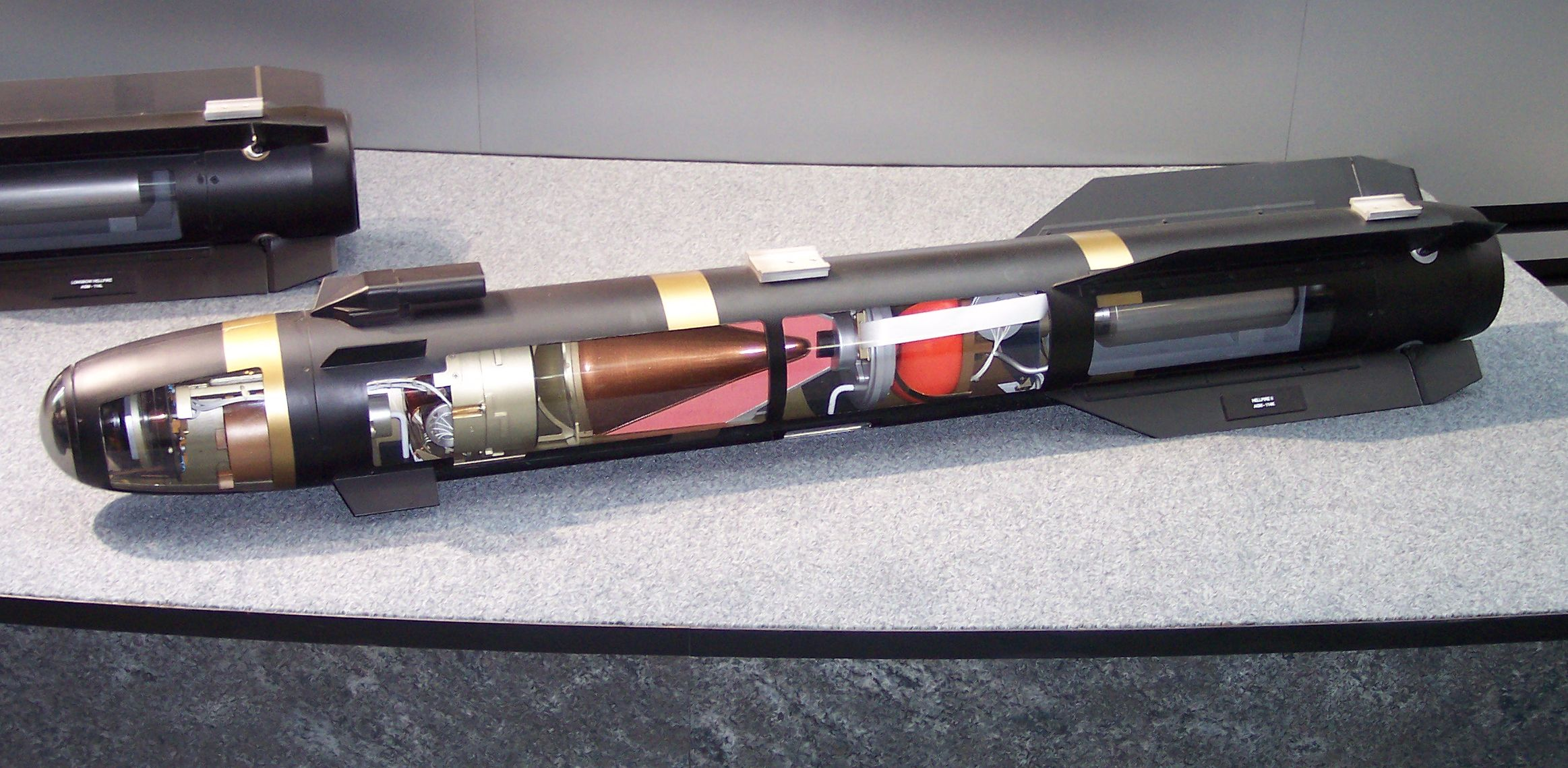
Hellfire II-dwarsdoorsnede

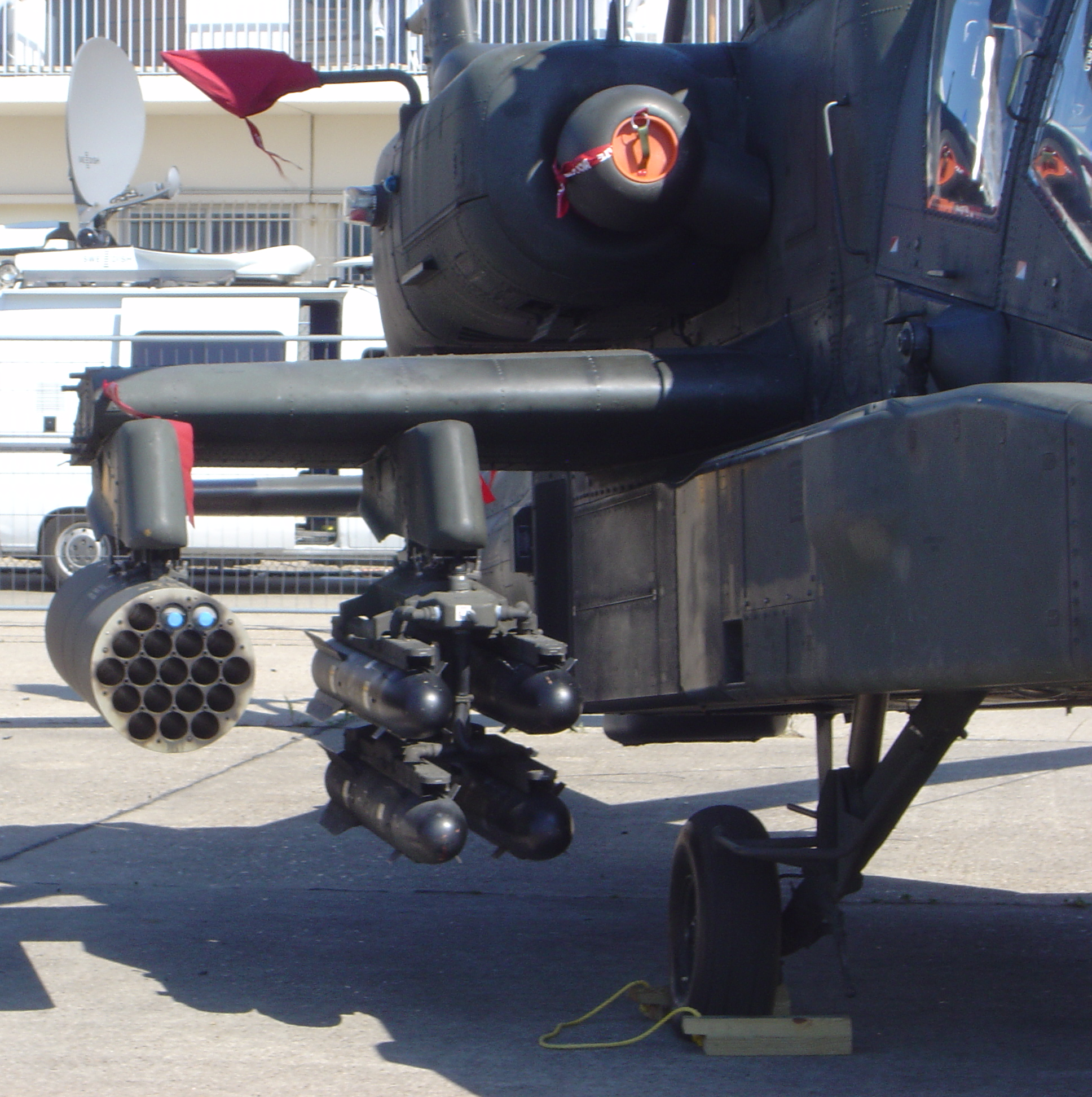
4 Hellfires (rechts), gemonteerd op een Apachehelikopter.

AGM-114 Hellfire (een acroniem voor Helicopter launched fire-and-forget) is een Amerikaans lucht-grondraket-systeem, ontworpen door Lockheed Martin en oorspronkelijk bedoeld om vanuit helikopters tanks uit te schakelen.
De Hellfire-raket was dus bedoeld als zogenaamde Tank-Buster, maar is in de loop der jaren uitgegroeid tot een universeel raketsysteem dat zowel op helikopters, vliegtuigen, marineschepen en landvoertuigen kan worden geplaatst.
Hellfire-raketten worden door 13 landen op tientallen vliegtuig- en helikoptertypes gebruikt, waaronder de A-10 Thunderbolt II, de AH-64 Apache helikopter en de onbemande MQ-9 Reaper. De Apache met Hellfire-raketten wordt ook door de Nederlandse Luchtmacht gebruikt. Israël gebruikt de Hellfire-raketten onder andere voor aanvallen op Palestijnse leiders. Het bekendste slachtoffer van de Hellfire is Ahmad Yassin, de geestelijk leider van de Palestijnse Hamasbeweging, die met twee lijfwachten en zes burgers de dood vond bij een Israëlische helikopteraanval met Hellfire-raketten. Een AGM-114R9X werd op 31 juli 2022 door de Verenigde Staten gebruikt om Al Qaida-leider Ayman al-Zawahiri te doden.
Een Hellfire-raket is 163 cm lang, weegt 45 kg en kan een snelheid halen van 1530 km/h (425 m/s). De Hellfire heeft een bereik van 8 km. Naast de standaard AGM-114A Hellfire zijn er ook diverse varianten voor diverse toepassingen:
- AGM-114B Hellfire, speciaal voor gebruik op zee
- AGM-114C Hellfire, speciaal voor gebruik op zee
- AGM-114F Interim Hellfire, tegen tanks - bereik 7 km
- AGM-114K Hellfire II, tegen tanks - lasergeleiding - bereik 9 km
- AGM-114L Longbow Hellfire, tegen tanks - fire and forget - bereik 9 km
- AGM-114M Hellfire II, Voor gebruik in bevolkte gebieden, grotten, schepen of luchtafweer
- AGM-114N Hellfire II, speciaal voor gebruik tegen gebouwen, bunkers
- AGM-114P Hellfire II, speciaal voor gebruik op onbemande vliegtuigen
- AGM-114R9X (ook wel "Ninja-bom" genoemd), kinetische variant met zes uitklappende messen (zonder springlading, doodt door botsen en snijden), gebruikt tegen specifieke menselijke doelen